# ジェンダーバイオレンス
ジェンダーバイオレンス（和製英語〈ラテン文字表記: gender violence〉、GV）とは夫婦や恋人など、親しい関係にあるカップル内において行われる暴力。

## 概要
近親者に暴力的な扱いを行う行為・ないしは暴力によって支配する行為全般を、このように呼ぶが、ここでいう虐待には以下の種類がある。
身体的虐待殴る・蹴る・突き飛ばす・髪を引っ張る・押さえつける・首を絞める・物をぶつける・物を使って殴る・物を壊す・熱湯や水をかける・煙草の火を押しつける・唾を吐きかける・部屋に閉じ込める・怪我をしているのに病院へ行かせない、などの暴力行為。
精神的虐待恫喝したり日常的に罵る・無視する・無能役立たずと蔑む・他人の前で欠点をあげつらう・友人と会わせない・終始行動を監視する・出て行けと脅す・別れるなら死ぬと狂言自殺する・子供や身内を殺すなどと脅す・ペットを虐待してみせる、など。ストレスとなる行為を繰り返し行う。
性的虐待性交の強要・避妊をしない・特別な行為を強要する・異常な嫉妬をする、など一方的な行為で、近親間強姦とも呼べる。中絶賛成派は中絶をさせないこともこの中に含まれるとしている。
経済的暴力仕事を制限する・支出した内容を細かくチェックする・家の金を持ち出す・無計画な借金を繰り返す・買い物の指図をする、など。
社会的隔離近親者を実家や友人から隔離したがる・電話や手紙をチェックする・外出を妨害する、など。

## 被害者の状況
欧米ではこの30年、日本ではおおよそこの10年あまり、取り組みが積み重ねられ、その深刻な実態が明らかにされるようになった。平成17年度に行われた「男女間における暴力に関する調査」（内閣府）によれば
- 全体の26.1%が被害を経験
  - 女性の33.2%が被害を経験
  - 男性の17.4%が被害を経験

となっている。
被害内容については、
- 「身体に対する暴行を受けた」　女性26.7%、男性13.8%
- 「恐怖を感じるような脅迫を受けた」　女性16.1%、男性8.1%
- 「性的な行為を強要された」　女性15.2%、男性3.4%

となっている。
上述した通り被害者の7〜8割は女性であることから、ジェンダー・バイオレンスは女性を主な被害者としてとらえられている。また、専門機関を含めてジェンダー・バイオレンスを「妻が夫から受ける暴力」に限定して定義していることも少なくない。しかし、夫婦間暴力における男性の被害者は約三分の一であり決して少なくない。アメリカ合衆国では男性に対するドメスティック・バイオレンス (DV) の深刻性が十分に認知されており、ミネソタ州でジョージ・ギリランドが開設したものを嚆矢として、私営の男性専用のDVシェルターが多数存在する。

## 「ドメスティック・バイオレンス」との混乱
本来「ジェンダーバイオレンス」という語が使われるべきところで、夫婦間の暴力を意味する「ドメスティック・バイオレンス」が使われる場合がある。たとえば、恋人間の暴力については「ジェンダーバイオレンス」の語がふさわしいのだが、「ドメスティック・バイオレンス」の語が使われる場合がある。
第6回千葉県男女共同参画推進懇話会条例専門部会においても、ドメスティック・バイオレンスという用語の分かりにくさについて言及し、この語のアメリカでの用法について、

最近、アメリカではDVとは言わないそうです。「ドメスティック」という言葉が誤解を生みやすい。家庭の中でというイメージがあります。家庭の中で行われるのではなくて、本当はGV（ジェンダー・バイオレンス）なんだと。ということで、DVという表現を極力避けてGVと言い始めたという話を私は聞きました。

と報告している。